# والتر برينان
والتر برينان (بالإنجليزية: Walter Brennan)‏ (25 يوليو 1894 – 21 سبتمبر 1974) هو ممثل أمريكي مشهور، وقد ربح جائزة الأوسكار لأفضل ممثل مساعد ثلاث مرات وهو متعادل في هذا الرقم مع جاك نيكلسون ودانيال دي لويس عن أكبر عدد لمرات الفوز لممثل، وهو أول من فاز بالأوسكار عن هذا الفرع ويبقى الوحيد الذي فاز في هذا الفرع ثلاث مرات.

## بدايات حياته
ولد في لين، ماساتشوستس وهي تبعد أقل من ميلين من بيت عائلته في سوامبسكوت، وهو ابن مهاجرين أيرلنديين، وعمّد باسم والتر أندرو برينان. أبوه كان مهندسا ومخترعا. ودرس والتر برينان الهندسة في ثانوية ريندج التقنية في كامبريدج، ماساتشوستس.
بينما كان في المدرسة، أصبح برينان مهتما بالتمثيل، وبدأ يؤدي الأدوار في مسرحيات الفودفيل. بينما عمل كمحاسب مصرف، وسجل في الجيش الأمريكي وعمل كمجند بفوج مدفعية الميدان الأول بعد المائة في فرنسا أثناء الحرب العالمية الأولى. وبعد الحرب انتقل إلى غواتيمالا وزرع الأناناس، قبل أن يستقر في لوس أنجلس. وفي العشرينات، دخل سوق العقارات حيث جمع ثروة طائلة. ولكن لسوء حظه فقد أغلب ماله عندما أصيب السوق بكساد مفاجئ.

## التمثيل
بعد أن وجد نفسه مفلسا، بدأ بأخذ أدوار إضافية في عام 1929 وبعد ذلك أخذ أدوارا ثانوية في الأفلام بقدر ما أمكنه، وضمنها الرجل الخفي (1933) وعروس فرانكشتاين (1935)، وعمل أيضا كممثل بديل. وفي الثلاثينات، بدأ بالظهور في أفلام بنوعية أفضل واستلم أدوارا أكبر برزت موهبته. وتوج هذا باستلامه جائزة الأوسكار الأولى لأفضل ممثل مساند لدوره سوان بوستروم في فيلم تعال وخذها (1936). بعد سنتين مثل دور القاتل المتهم والسكير ماف بوتر في مغامرات توم سوير.
خلال مهنته، كثيرا ما لعب برينان أدوار أكبر سنا منه. وكان قد تعرض عام 1932 لحادث أفقده العديد من أسنانه وبالإضافة إلى شعره الذي كان يخف بسرعة وبنيته الجسدية النحيفة وصوته الخشن كانت عوامل جعلته يبدو أكبر من عمره. وفي العديد من الأدوار في أفلامه، لبس برينان طقم أسنان؛ وفي فيلم الممر الشمالي الغربي والذي جرت أحداثه أواخر القرن الثامن عشر، عندما كانت أكثر الناس أسنان متهرئة لبس أسنان تم تركيبها خصيصا وجعلها تظهر كأنها مسوسة ومكسورة.
أعطاه المخرج جان رينوار دورا أساسيا في عام 1941 عندما لعب برينان دور القمة في ماء المستنقع وهو فيلم من إخراج رينوار والبطولة الجديدة للممثل والتر هيوستن.
في فيلم العام 1941 العريف يورك، لعب دور مبشر متعاطف وصاحب دكان ملابس وأقمشة كان قد نصح الشخصية الرئيسية التي لعب دورها غاري كوبير. وكان ماهرا في لعب دور معاون البطل أو كعجوز حاد الطبع. ومع أنه نادرا ما لعب دور الشرير نراه في استثناء بدور العجوز كلانتون في الفيلم الكلاسيكي لعام 1946 عزيزتي كليمينتين أمام هنري فوندا، وفي فيلم العام 1962 هاو ذا ويست واز ون في دور العقيد القاتل جيب هوكينز، والقاضي روي بين في فيلم الغربي، الذي ربح عنه أفضل جائزة ممثل مساند وهي ثالثها في عام 1940.
بين أعوام 1957 – 1963، مثل في مسلسل أي بي سي التلفزيوني آل مكوي الحقيقيون، وشاركه بالتمثيل ريتشارد كرينا وكاثلين نولان. وهذه الكوميديا تدور حول عائلة فقيرة من فرجينيا الغربية انتقلت إلى مزرعة في جنوب كاليفورنيا واستمرت على أي بي سي من 1957 إلى 1962 قبل أن يتم تحويله إلى سي بي إس في الموسم الأخير باسم آل مكويز. في الموسم الأخير انضمت جانيت دي غور وبوتش باتريك إلى فريق الممثلين كأرملة وأبنها؛ والصيغة المراجعة للمسلسل لم تجار إحصاءات المتابعة لمسلسل الغرب الأمريكي لشركة إن بي سي بونانزا.
ظهر برينان في عدة أفلام وبرامج تلفزيونية أخرى، عادة ما كان دوره كعجوز أو منقب غريب الأطوار. وقام أيضا بتسجيل بضعة اسطوانات، كانت أكثرها شعبية أغنية أولد ريفرز حول مزارع غريب الأطوار لكنه محبوب جدا؛ وأصدرت كأغنية منفردة عام 1962 في تسجيلات ليبرتي مع «الجولة الملحمية لجون إتش. جلين» على الجانب الثاني، والتي وصلت للمرتبة الخامسة في قائمة الأغاني في أمريكا. وفي موسيقاه، عمل برينان أحيانا مع ألين «بادل» هاريس، وهو من مواطني لويزيانا وكان عضوا في فرقة ريكي نيلسون الأصلية.
مثل برينان دور مدير تنفيذي غني يدعى والتر أندروز في المسلسل قصير الأجل 1964 - 1965 ذا تايكون، مع فان وليامز. في عام 1967 مثل مسلسل آخر هو مسدسات ويل سونيت الذي لعب فيه دور رجل يبحث عن ابنه مقاتله جيمس مع حفيده جيف الذي لعب دوره داك رامبو. بعد توقف المسلسل في عام 1969، استمر برينان بالعمل في كل من التلفزيون والأفلام الطويلة. ووضع اسمه على الصالات قبل الممثل بات أوبريان في الفيلم التلفزيوني، عصابة أوفر ذا هيل في عام 1969 وفريد أستير في عصابة أوفر ذا هيل تقود مجددا في السنة التالية. ومن 1970 إلى 1971، كان دائم الحضور في المسلسل الكوميدي إلى روما مع حبي، الذي كان برنامجه التلفزيوني الأخير كعضو دائم في فريق الممثلين.

## تراثه
أعتبر المؤرخون ونقاد الأفلام برينان لمدة طويلة كأحد أفضل الممثلين في تاريخ الأفلام. فبينما كان بارعا في لعب أدوار متنوعة، فإن صورته المعروفة أكثر كانت في أفلام الغرب السينمائية، مثل راعي البقر نادين غروت في النهر الأحمر ونائب الشريف ستامبي في ريو برافو كلاهما أخرجهما هوارد هوكس. وكان أول ممثل ربح ثلاث جوائز أكاديمية. ويبقى الوحيد الذي ربح ثلاثة أفضل جوائز عن ممثل مساند. على أية حال فقد بقى محرجا بعض الشيء بالنسبة إلى كيفية ربحه للجوائز. ففي أوائل سنوات الأوسكار، كانت الجهات الإضافية لاتحاد الأفلام قد أعطيت حق التصويت. وكانت شعبية برينان كبيرة بين الجهات الإضافية وبما أن أعدادهم كانت ساحقة فقد ربح كل مرة رشح فيها. مع أن فوزه لم يوصف بأنه غير مستحق، فقد كان فوزه الثالث أحد المحفزات التي أدت إلى إلغاء الجهات الإضافية من التصويت على الأوسكار.
على خلاف العديد من الممثلين، لم تتراجع مهنة برينان. فكما مضت السنوات، كان قادرا على إيجاد العمل في العشرات من الأفلام عالية النوعية، والأدوار التلفزيونية على مدار الخمسينات والستينات. وكلما كبر سنا، أصبح مألوفا أكثر، وواصل أداءه بجلب الأجيال الجديدة لمتابعيه. وإجمالا ظهر في أكثر من 230 فيلم ودور تلفزيوني في مهنة امتدت تقريبا عبر خمسة عقود.

## حياته الخاصة
كان برينان سياسيا محافظا. في 1964، برينان صادق على أن يظهر نيابة عن السيناتور الأمريكي باري إم. غولدووتر المرشح الجمهوري تلك السنة ضد الرئيس ليندون جونسون. ودعم مرشح الحزب الأمريكي المستقل (وحاكم ألاباما السابق) جورج والاس على مرشح الحزب الجمهوري ونائب الرئيس السابق ريتشارد نيكسون في حملة 1968 الرئاسية لأنه أحس أن نيكسون كان ليبراليا جدا. ودعم أيضا رونالد ريغان لمنصب حاكم كاليفورنيا.
لمساهمته إلى التلفزيون، أصبح لدى والتر برينان نجمة على ممشى المشاهير في هوليوود في 6501 جادة هوليود. في 1970، هو أدخل إلى قاعة المشاهير لممثلي الغرب في متحف رعاة البقر والغرب الوطني في أوكلاهوما سيتي، أوكلاهوما، حيث صورته موجودة على إحدى الحوائط.
عند موته بسبب النفاخ الرئوي بعمر الثمانين في أوكسنارد في مقاطعة فينتورا، دفن برينان في مقبرة إرسالية سان فرناندو في لوس أنجلس. وكان برينان متزوجا من روث ويلز (8 ديسمبر 1897 – 12 يناير 1997)، التي تزوجها في عام 1920. وفي وقت موتها في عمر التاسعة والتسعين، كانت السيدة برينان تعيش في كاماريلو، في مقاطعة فينتورا. هي مدفونة بجانب زوجها. ولدى برينان بنت وابنان.

## الجوائز
ربح برينان ثلاثة جوائز عن أفضل ممثل مساعد وذلك في أفلام تعال وخذها عام 1936، وكنتاكي عام 1938، والغربي عام 1940، بالإضافة إلى ترشيح عن نفس الفئة في فيلم الرقيب يورك عام 1942.